# الهولوكوست في ليتوانيا
أسفرت الهولوكوست في ليتوانيا (بالليتوانية: Holokaustas Lietuvoje) عن القضاء شبه الكامل على اليهود الليتوانيين (الليتفاكيون) واليهود البولنديين، الذين عاشوا في مقاطعة ليتوانيا العامة (بالألمانية: Generalbezirk Litauen) التابعة لمفوضية الرايخ أوستلاند داخل جمهورية ليتوانيا الاشتراكية السوفيتية التي سيطر عليها النظام النازي. قُتل ما يقارب 190000-195000 من بين نحو 208000-210000 يهودي قبل نهاية الحرب العالمية الثانية، معظمهم بين يونيو وديسمبر من عام 1941. ذُبح أكثر من 95% من السكان اليهود في ليتوانيا على مدار ثلاث سنوات من الاحتلال الألماني، إذ كانت أكثر الدول تضررًا بفعل الهولوكوست. ينسب المؤرخون هذه الأرقام الهائلة إلى التعاون الكبير في الإبادة الجماعية بين الجماعات شبه العسكرية المحلية غير اليهودية، ويُذكر أن أسباب هذا التعاون ما تزال موضع جدل. أسفرت المحرقة عن أكبر خسارة بشرية في تاريخ ليتوانيا خلال فترة زمنية قصيرة جدًا.
تفاقم بطش المحرقة في المناطق الغربية من الاتحاد السوفيتي التي احتلتها ألمانيا النازية في الأسابيع الأولى بعد الغزو الألماني، بما فيها ليتوانيا.
ضمت العوامل المهمة في حدوث الهولوكوست في ليتوانيا كلًا من تشجيع الإدارة النازية الألمانية المحتلة معاداة السامية من خلال إلقاء اللوم على الجالية اليهودية فيما يتعلق بضم النظام السوفيتي ليتوانيا قبل عام، بالإضافة إلى اعتماد مخطط النازيين بصورة كبيرة على التنظيم المادي، وتحضير أوامرهم وتنفيذها من قبل المتعاونين المحليين الليتوانيين مع نظام الاحتلال النازي.

## الخلفية
بعد الغزوَين الألماني والسوفيتي في سبتمبر 1939، وقّع الاتحاد السوفيتي معاهدة مع ليتوانيا في 10 أكتوبر، وسلّم مدينة فيلنيوس ذات الأغلبية البولندية واليهودية (أعيدت تسميتها إلى فيلنا) إلى ليتوانيا، مقابل الحصول على تنازلات عسكرية، ثم ضمّ لاحقًا ليتوانيا عام 1940 بعد الانتخابات. جاء الغزو الألماني للاتحاد السوفيتي في 22 يونيو 1941، بعد عام من الاحتلال السوفييتي الذي بلغ ذروته خلال عمليات الترحيل الجماعي عبر دول البلطيق قبل أسبوع واحد من الغزو الألماني. رُحّب بالنازيين الذين جلبوا الحرية كما ظن الليتوانيون، وتلقوا الدعم من الميليشيات غير النظامية في ليتوانيا ضد القوات السوفيتية المنسحبة. اعتقد الكثير من الليتوانيين أن ألمانيا ستسمح بإعادة استقلال البلاد. أبدى الكثيرون مشاعر معادية للسامية بهدف إرضاء النازيين. استغلت ألمانيا النازية، التي استولت على الأراضي الليتوانية في الأسبوع الأول من الهجوم، هذا الوضع لصالحها، وسمحت في الأيام الأولى بإنشاء حكومة ليتوانية مؤقتة من الجبهة الناشطين الليتوانيين. ظنّ الجميع لفترة وجيزة أن الألمان سيمنحون ليتوانيا استقلالية كبيرة، مقارنةً بتلك التي أعطيت لجمهورية سلوفاكيا. على أي حال، بعد نحو شهر، حُلّت المنظمات الليتوانية الأكثر ميلًا إلى الاستقلالية بحلول أغسطس وسبتمبر 1941، حيث تمكن الألمان من زيادة نفوذهم.

## القضاء على اليهود

### العدد التقديري للضحايا
قُدر عدد السكان اليهود بنحو 210 ألفًا قبل الاجتياح الألماني للبلاد، بينما أفادت دائرة الإحصاءات الليتوانية بوجود 208 ألف يهودي اعتبارًا من 1 يناير 1941. استندت هذه المعطيات إلى الهجرات المسجلة بصورة رسمية في فترة ما قبل الحرب داخل الاتحاد السوفيتي (نحو 8500)، وعدد الهاربين من كاوناس وفيلنيوس غيتوس (1500-2000)، بالإضافة إلى عدد الناجين في معسكرات الاعتقال عند تحريرهم من قبل الجيش الأحمر (2000-3000)، وبذلك يتراوح عدد اليهود الليتوانيين الذين قتلوا في المحرقة بين 195 ألفًا و196 ألفًا. يصعب تقدير العدد الفعلي لضحايا الهولوكوست ويبقى الجدل مستمرًا حول العدد النهائي. تختلف الأرقام التي قدمها المؤرخون بصورة كبيرة، إذ تتراوح بين 165000 و254000، وربما يشمل العدد الأكبر اليهود غير الليتوانيين إلى جانب معارضي الرايخ الآخرين الذين صُنّفوا كيهود وقتلوا في ليتوانيا.
تدخل البعض لإنقاذ اليهود، إذ أسهم القنصل الفخري الهولندي يان زفارتينديك في كاوناس خلال الفترة بين يوم 16 يوليو و3 أغسطس عام 1940 في توفير وجهة رسمية ثالثة لأكثر من 2200 يهودي إلى كوراساو، وهي جزيرة كاريبية ومستعمرة هولندية لا يتطلب الدخول إليها تأشيرة دخول، وأمكنهم أيضًا التوجه إلى سورينام. من الجدير بالذكر أيضًا مساعدات مسؤول حكومي ياباني، تشيونه سوغيهارا، والذي شغل منصب نائب قنصل الإمبراطورية اليابانية، أيضًا في كاوناس، ليتوانيا، إذ ساعد خلال الحرب العالمية الثانية نحو ستة آلاف يهودي على الفرار من أوروبا من خلال إصدار تأشيرات عبور لهم حتى يتمكنوا من السفر عبر الأراضي اليابانية، مجازفًا بوظيفته وحياة عائلته. كان اليهود الهاربين لاجئين من بولندا الغربية الواقعة تحت الاحتلال الألماني وبولندا الشرقية التي احتلها روسيا السوفيتية، وكذلك من سكان ليتوانيا.

## وصلات خارجية
- Lithuanian Holocaust Atlas – Vilna Gaon State Jewish Museum, Lithuania
- United States Holocaust Memorial Museum, Holocaust Encyclopedia: Lithuania
- The Genocide and Resistance Research Centre of Lithuania
- Центр исследования геноцида и резистенции жителей Литвы